# Кузнецово (Амурская область)
Кузнецо́во — село в Магдагачинском районе Амурской области России. Образует сельское поселение Кузнецовский сельсовет.

## География
Расположено на левом берегу реки Амур, в 39 км к югу села Черняево. Расстояние до станции Тыгда ( в селе Тыгда на Транссибе и вблизи федеральной трассы Чита — Хабаровск) — 84 км (через Черняево).

## Население
| 2002 | 2010 | 2012 | 2013 | 2014 | 2015 | 2016 |
| ---- | ---- | ---- | ---- | ---- | ---- | ---- |
| 225  | ↘209 | ↘201 | ↘187 | ↘177 | ↗184 | ↗195 |
| 2017 | 2018 | 2021 |      |      |      |      |
| ↗200 | ↘189 | ↘119 |      |      |      |      |